# Sac d'al-Abbasiya
Le sac d'al-Abbasiya a lieu en 853, lorsque Aflah ibn Abd al-Wahhab, imam de Tahert, rase la ville d'al-Abbasiya construite par les Aghlabides.

## Contexte
Les Omeyyades de Cordoue entretiennent d'excellentes relations avec l'émirat de Sijilmassa, qui est devenu un important centre commercial pour eux. Cordoue fournit du coton aux Aghlabides d'Ifriqiya, qui l'exportent ensuite vers Sijilmassa. Le coton est ensuite acheminé vers la ville d'Aoudaghost, où il est échangé contre de l'or. Les Omeyyades comprennent rapidement l'importance cruciale de la route de l'or occidentale et établissent des alliances dans la région pour assurer leur domination. Pour contrer cette domination, Aboul Abbas Ier d'Ifriqiya décide de construire en 853, près de Tahert, une ville nommée d'après la capitale de son royaume, Al-Abbasiyya (en).

## Saccage
Fin 853, l'imam rostémide Aflah ibn Abd al-Wahhab saisit l'opportunité de se rapprocher du califat de Cordoue. Voyant que la ville récemment construite d'al-Abbasiya est proche de sa capitale, il décide de la piller. Après avoir incendié la ville, Aflah écrit une lettre au califat de Cordoue pour les informer qu'il a brûlé la ville. Muhammad Ier de Cordoue envoie 100 000 dirhams comme cadeau pour cette destruction,,.